# Tjernokaptsi
Tjernokaptsi (bulgariska: Чернокапци) är ett distrikt i Bulgarien.   Det ligger i kommunen Obsjtina Omurtag och regionen Tărgovisjte, i den östra delen av landet, 260 km öster om huvudstaden Sofia.